# Nuno Lobito
Nuno Lobito (Costa da Caparica, 28 de Dezembro de 1965) é um fotógrafo português.

## Carreira
A sua carreira começou na Ar.Co onde estudou fotografia e posteriormente, foi fotógrafo profissional, no Diário de Notícias. Com um desejo muito forte de dar a volta ao Mundo e encontrar o seu lugar na fotografia, decidiu então partir à conquista desse desígnio. 
Passou os anos 1990 a viajar, dedicado à foto-reportagem e a recolher experiências humanas. Regressava esporadicamente a Portugal para publicar trabalho e leccionar cursos de fotografia.
Viveu entre tribos indígenas no seio da Floresta Amazónica, fotografou cenários de guerra, e visitou Sua Santidade, o Dalai Lama. 
Da sua visita à Floresta Amazónica, emergiu o seu livro fotográfico Amazónia Oculta.
No dia 11 de Novembro de 2011, aos 47 anos, tinha visitado os 193 países reconhecidos pela ONU, mais 11 auto-proclamados independentes. Este feito conquistou-lhe uma posição de topo na tabela dos mais viajados do Mundo, segundo o site The best travelled 
Em 2012, no programa Revelações,  emitido pelo canal RTP Memória, o fotógrafo juntamente com a apresentadora Isabel Angelino, dedicavam cinco minutos a percorrer os países do Mundo através das suas fotografias, onde se explicavam também aspectos técnicos e se faziam revelações das viagens. 
Em simultâneo com a paixão de viajar e fotografar, Nuno Lobito dedica-se, desde 1999, à actividade de formador de cursos de fotografia, dentro da temática de viagens, onde partilha os seus conhecimentos e experiências adquiridas.  
Das instituições onde tem uma ligação como formador, referem-se a Ar.co, Restart, Etic e World Academy. 
Desde Junho de 2019, desempenha as funções de diretor de arte de fotografia na Academia Muscat de Artes Árabes em Omã. 